# Фонтеккьо
Фонтеккьо (итал. Fontecchio) — коммуна в Италии, располагается в регионе Абруццо, в провинции Л’Акуила.
Население составляет 410 человек (2008 г.), плотность населения составляет 24 чел./км². Занимает площадь 17 км². Почтовый индекс — 67020. Телефонный код — 0862.
Покровителем коммуны почитается священномученик Власий Севастийский (San Biagio), празднование 3 февраля.

## Демография
Динамика населения:

## Администрация коммуны
- Официальный сайт: